# Lespesia testacea
Lespesia testacea är en tvåvingeart som först beskrevs av Herbert John Webber 1930.  Lespesia testacea ingår i släktet Lespesia och familjen parasitflugor. Inga underarter finns listade i Catalogue of Life.